# Megaloctena sordida
Megaloctena sordida är en fjärilsart som beskrevs av John Henry Leech 1900. Megaloctena sordida ingår i släktet Megaloctena och familjen nattflyn. Inga underarter finns listade i Catalogue of Life.